# Cortinarius malachius
Cortinarius malachius (Elias Magnus Fries, 1818 ex Elias Magnus Fries, 1838) din încrengătura Basidiomycota, în familia Cortinariaceae și de genul Cortinarius este o ciupercă necomestibilă răspândită, dar nicăieri frecventă, fiind un simbiont micoriza (formează micorize pe rădăcinile arborilor). Un nume popular nu este cunoscut. În România, Basarabia și Bucovina de Nord trăiește de la câmpie la munte cu predilecție pe sol acru, dar ocazional chiar și pe cel calcaros, solitar sau în grupuri, în păduri de conifere și în cele mixte, sub molizi, și brazi. Timpul apariției este din august până în noiembrie.

## Taxonomie

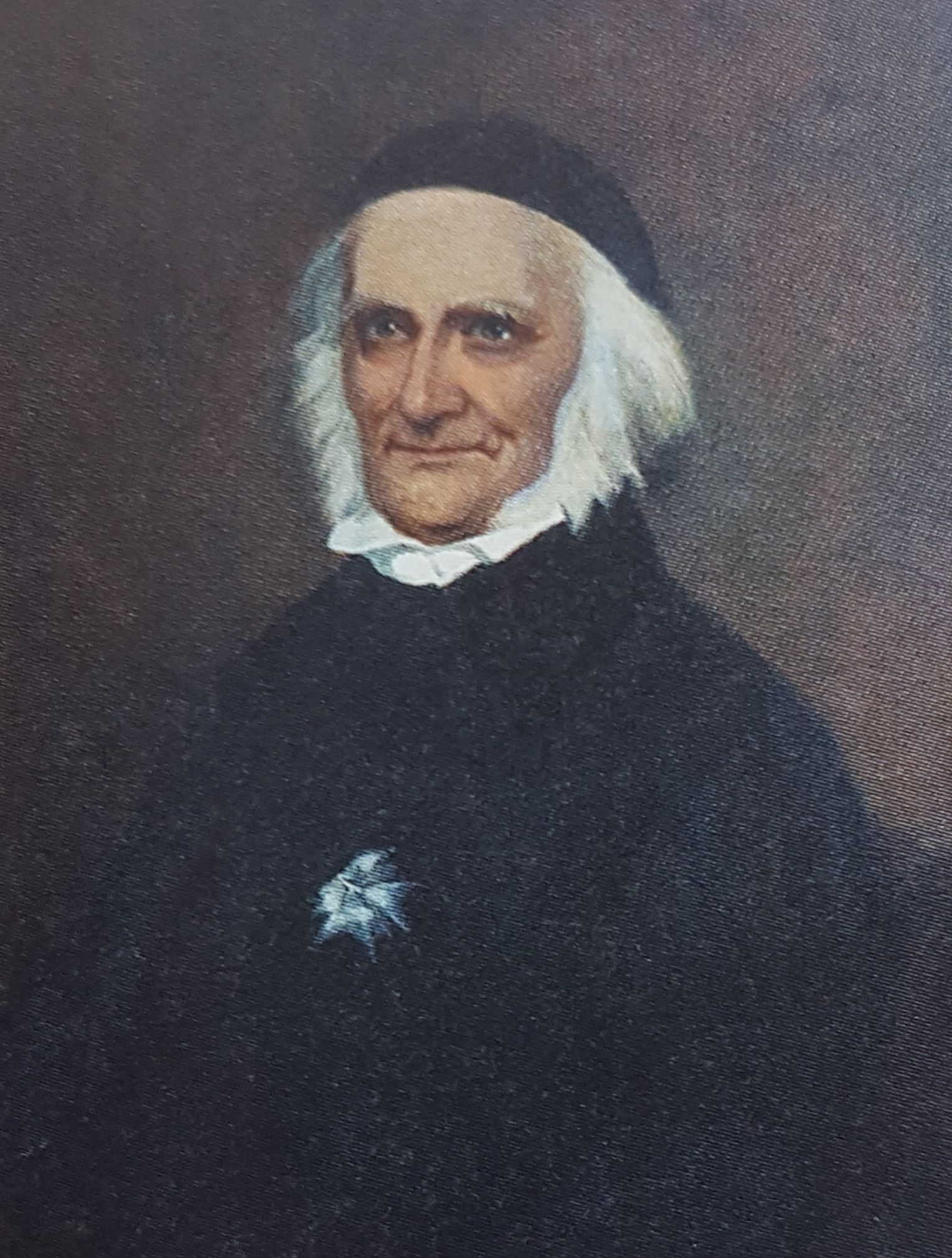
Elias Fries

Numele binomial Agaricus malachius a fost determinat de faimosul savant suedez Elias Magnus Fries în volumul 2 al operei sale Observationes mycologicae din 1818.
Apoi, în 1838, Fries însuși a transferat specia la genul Cortinarius sub păstrarea epitetului, de verificat în cartea sa Epicrisis systematis mycologici, seu synopsis hymenomycetum, fiind și numele curent valabil (2022).
Actual, există mai mulți alți taxoni acceptați drept sinonime.
Epitetul specific poate se referă la culoarea roșioară a nalbelor, datorită aspectului cuticulei în tinerețe, dar mai probabil este derivat din cuvântul de limba greacă veche (greacă veche μαλαχός=moale), ce descrie consistența cărnii buretelui.

## Descriere

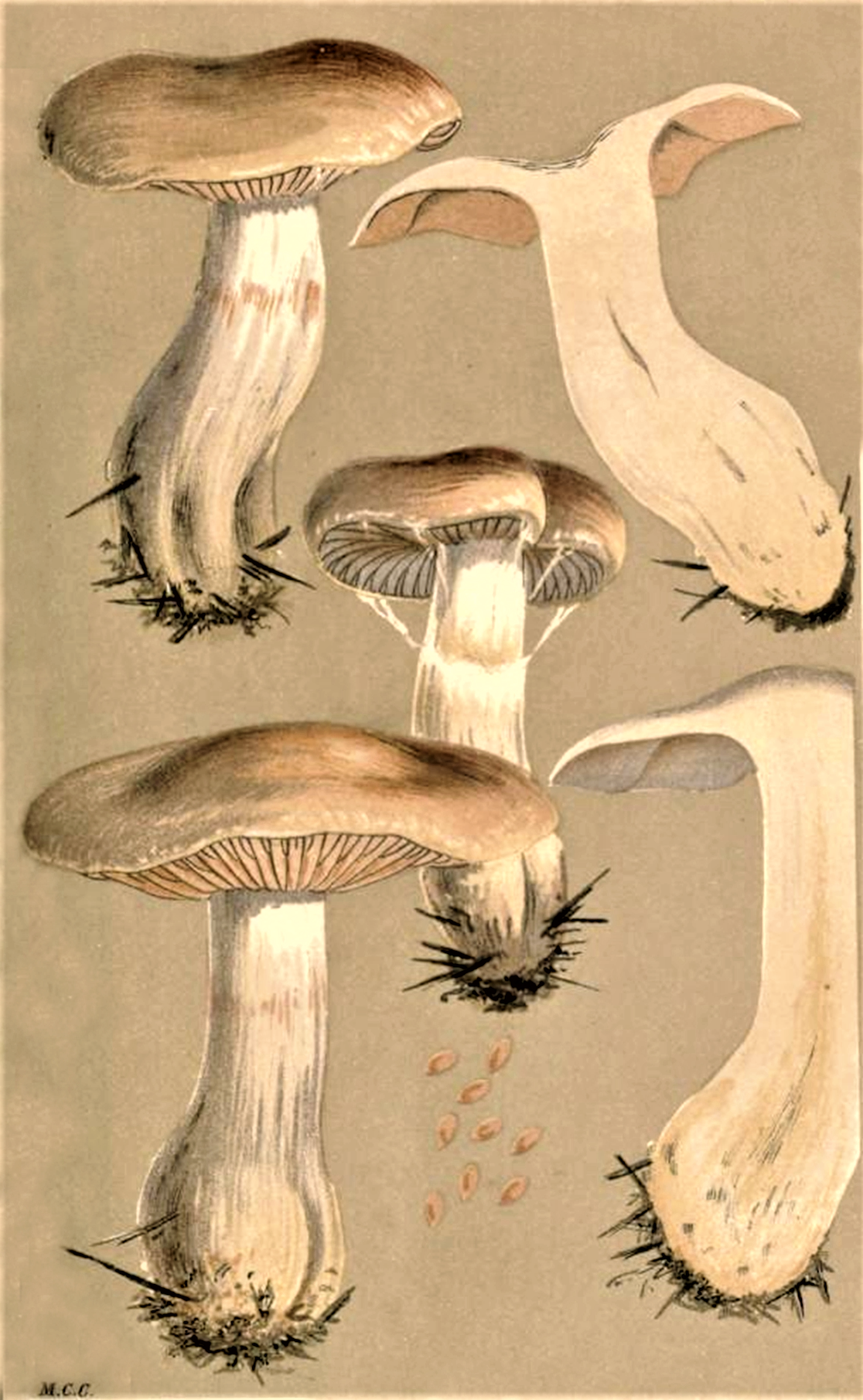
Cooke: Cortinarius malachius

- Pălăria: higrofană, moale, destul de cărnoasă cu un diametru între 4-8 (11)  cm este la început boltită emisferic cu marginile nestriate răsucite înspre interior, apoi convexă până aproape întinsă la bătrânețe, prezentând atunci nu rar o cocoașă largă și tocită precum o margine ondulată. Cuticula inițial mătăsoasă până fin fibroasă devine cu avansarea în vârstă golașă. Coloritul, în tinerețe palid liliaceu până roz-violaceu, se schimbă cu maturitatea în murdar gri-ocru până gri-brun. Datorită higrofanității, cuticula devine albicioasă la ariditate.
- Lamelele: sunt îndeaproape, subțiri precum bifurcate și intercalate cu lameluțe de lungime diferită, fiind aderate ușor bombat la picior. În tinerețe sunt învăluite de o cortină formată din fibre foarte fine ca păienjeniș de culoare albă cu nuanțe liliacee, fragmente al vălului parțial. Coloritul inițial gri-liliaceu, schimbă cu timpul peste palid gri-brun în gri-brun închis până brun-ruginiu. Muchiile netede sunt ceva mai deschise.
- Piciorul:  de 5-8,5 (12) cm lungime și o grosime de 0,7-1 cm în vârf, dar 1,8-2,8 cm la bază, este mai mult sau mai puțin neted pe exterior, destul de gros, clavat, cu un bulb accentuat la bază, moale până slab fibros, plin, mai târziu împăiat și în bulb spongios pe dinăuntru. Coloritul în tinerețe alb-liliaceu devine cu timpul albicios. Nu poartă un inel.
- Carnea: destul de moale, puțin elastică și fibroasă, în bulbul tulpinii spongioasă, ce în general nu se decolorează după tăiere (ocazional îngălbenește spre și la bază) este în vârful piciorului precum sub cuticulă brun-porfirie până cenușiu-violetă, de altfel murdar albicioasă, devenind la bătrânețe permanent murdar albă. Mirosul slab amintește de ridiche sau hrean, gustul blând fiind ceva uleios.[3][4]
- Caracteristici microscopice: care se decolorează în reactivul Melzer brun-portocaliu are spori largi, eliptici, cu veruci dense și destul de proeminente pe exterior cu o mărime de 7,6 - 9 x 5,4 - 6,4 microni. Pulberea lor este brun-ruginie. Basidiile sterile în palisadă cu celule claviforme și alte vezicule cu 4 sterigme, lungi de 7,5 µm fiecare, au o dimensiune de 25-41 x 9-11 microni. Cheilocistidele (elemente sterile situate pe muchia lamelor) incolore, scurte, obtuz cilindrice sau ușor clavate cu celule marginale frecvent septate au o grosime de 4-9 µm. Pileocistidele (elemente sterile de pe suprafața pălăriei) cu hife mari (groase de 20 µm), dar destul de scurte, cu terminale uneori erecte, rotunjite sau în formă de cuțit, conțin un pigment galben-maroniu încrustat fin pe dinafară. Hipodermul slab diferențiat cu celule poligonale de până la 23-25 microni prezintă depuneri brune pe hife care sunt hialine. Hifele vălului sunt și ele translucide, filiforme cu un diametru de 3-6 µm. Catarame pot fi observate.[9][10]
- Reacții chimice: se pare că nu reacționează cu compușii chimici obișnuiți.[10]

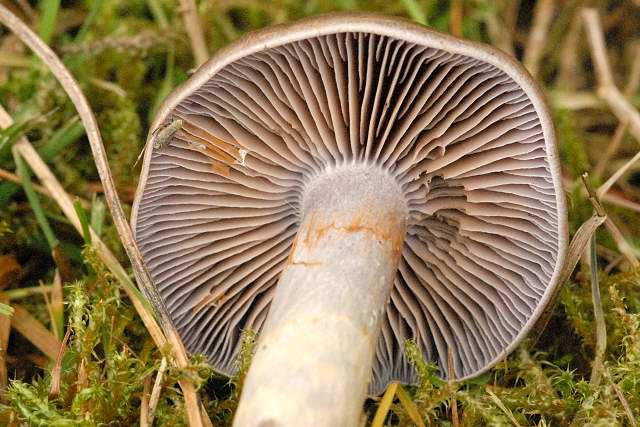
C. malachius, lamele
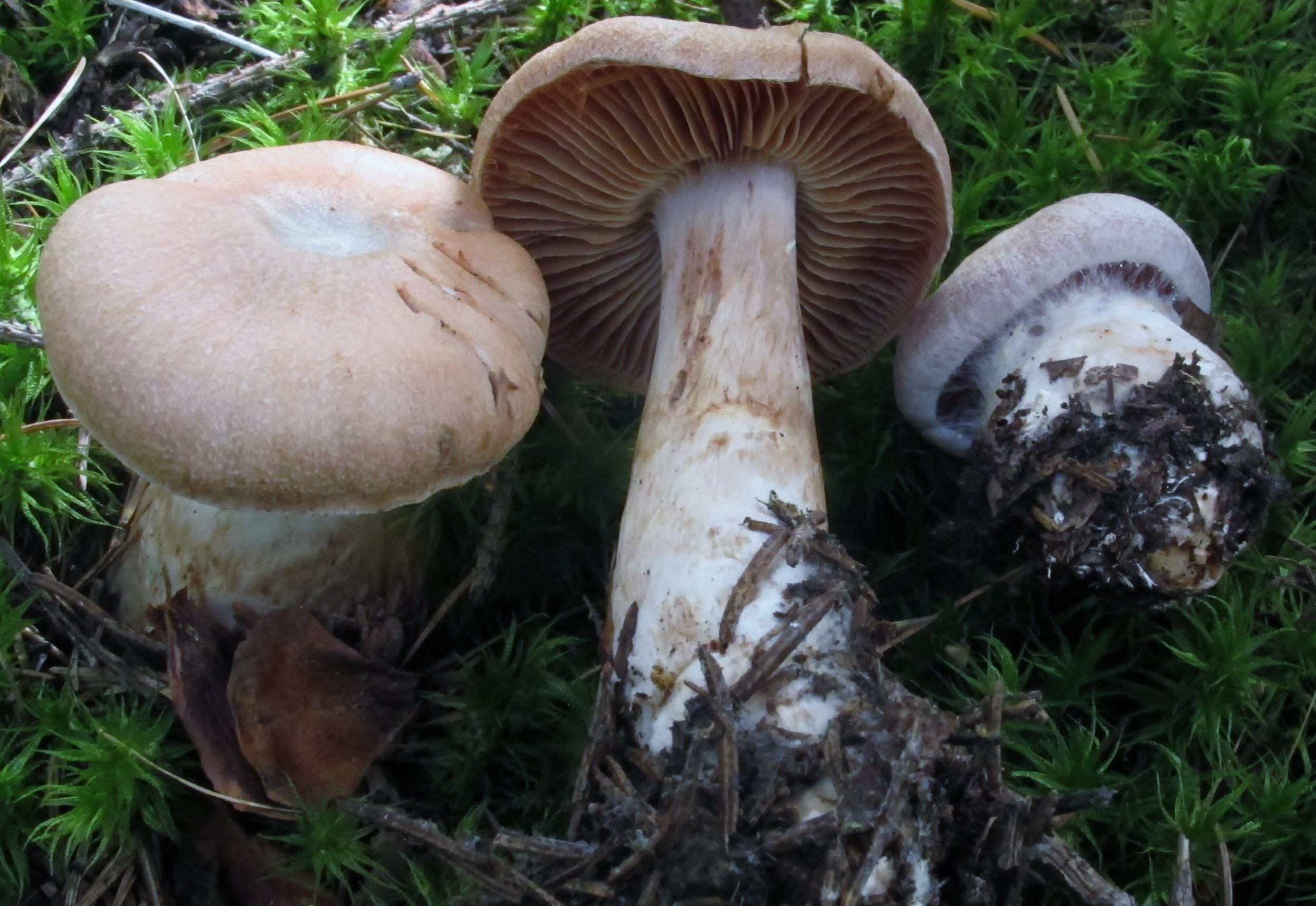
C. malachius tânăr, mai bătrân și foarte tânăr
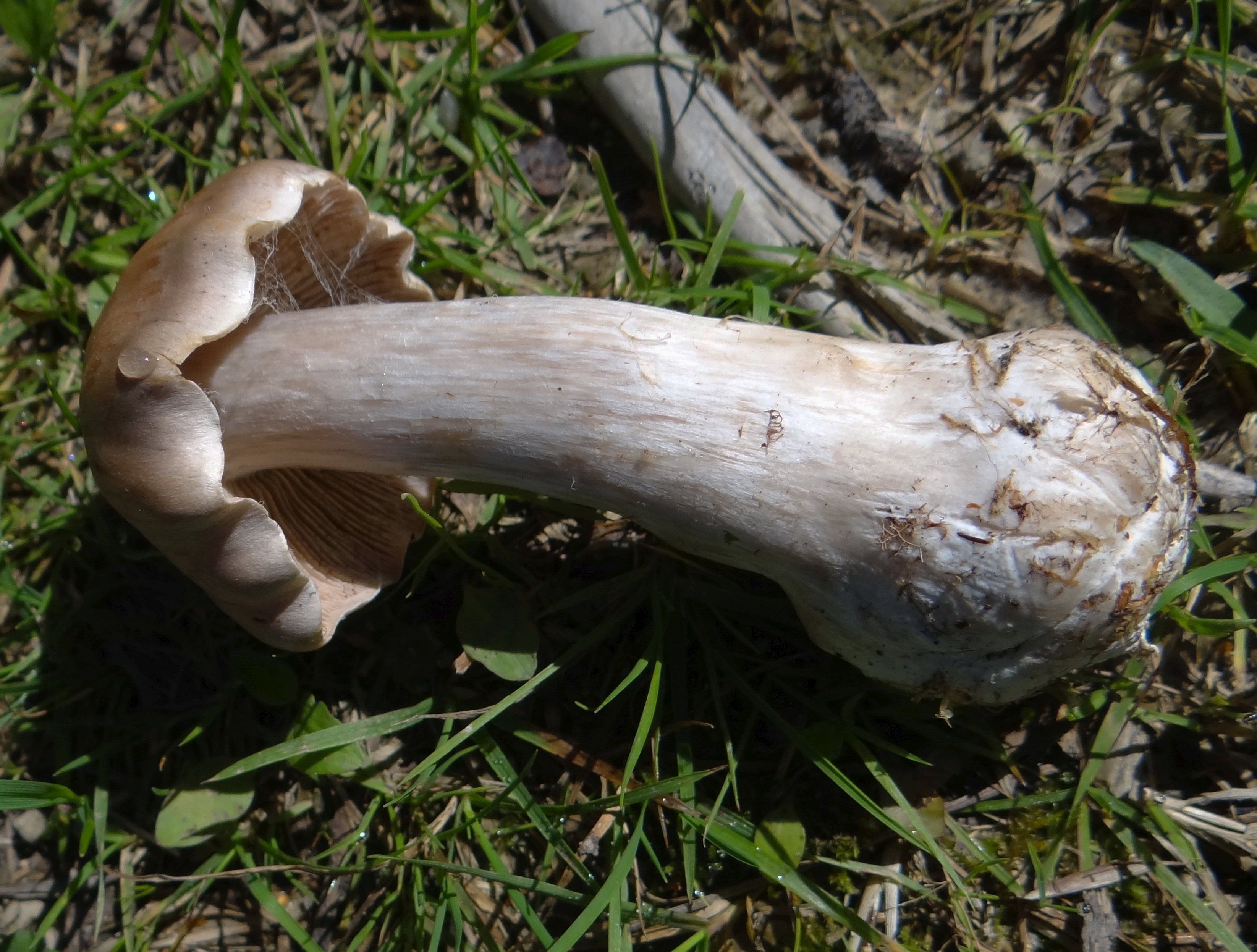
C. malachius tânăr: picior cu bulb
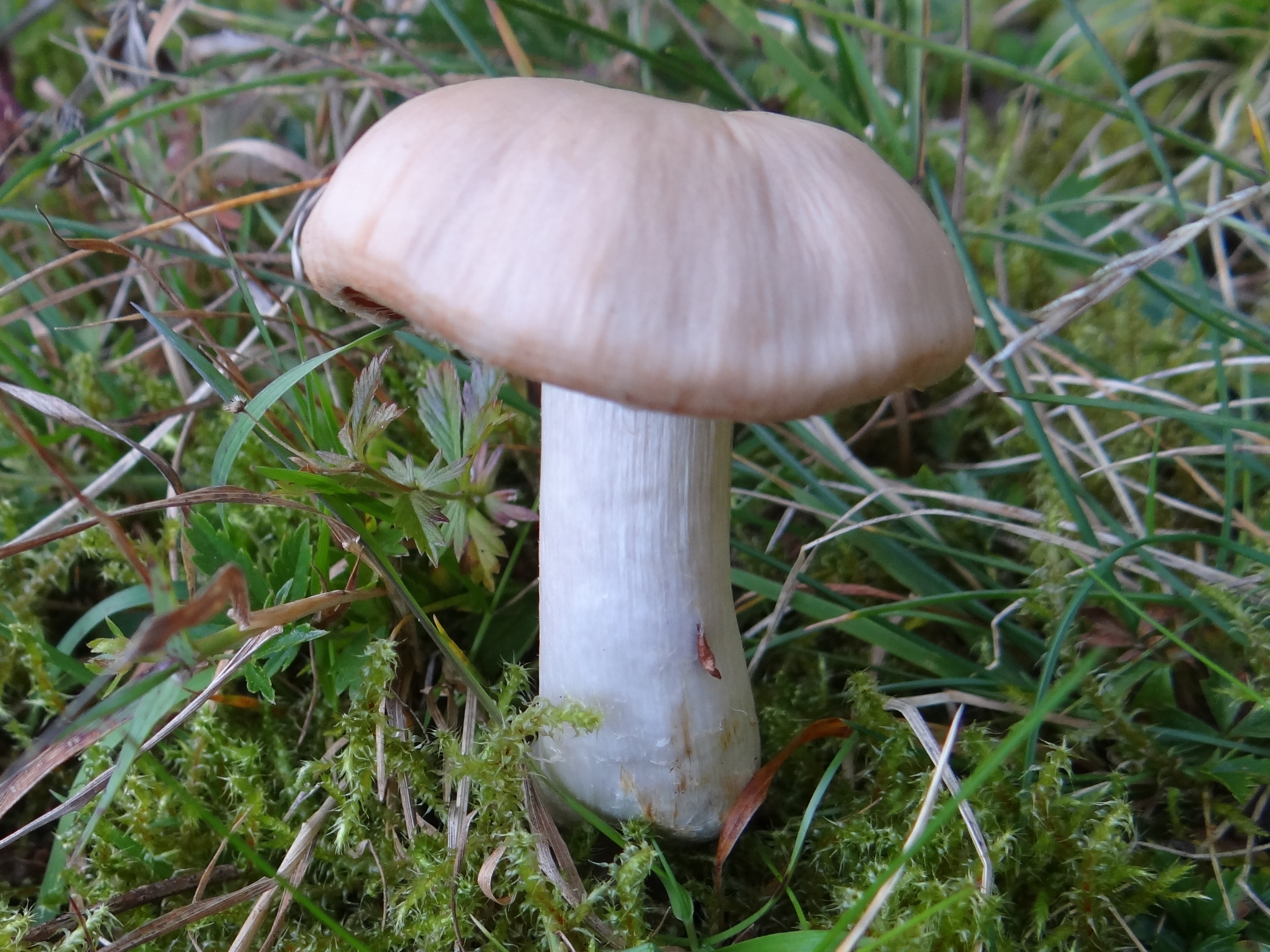
C. malachius, aspect lateral
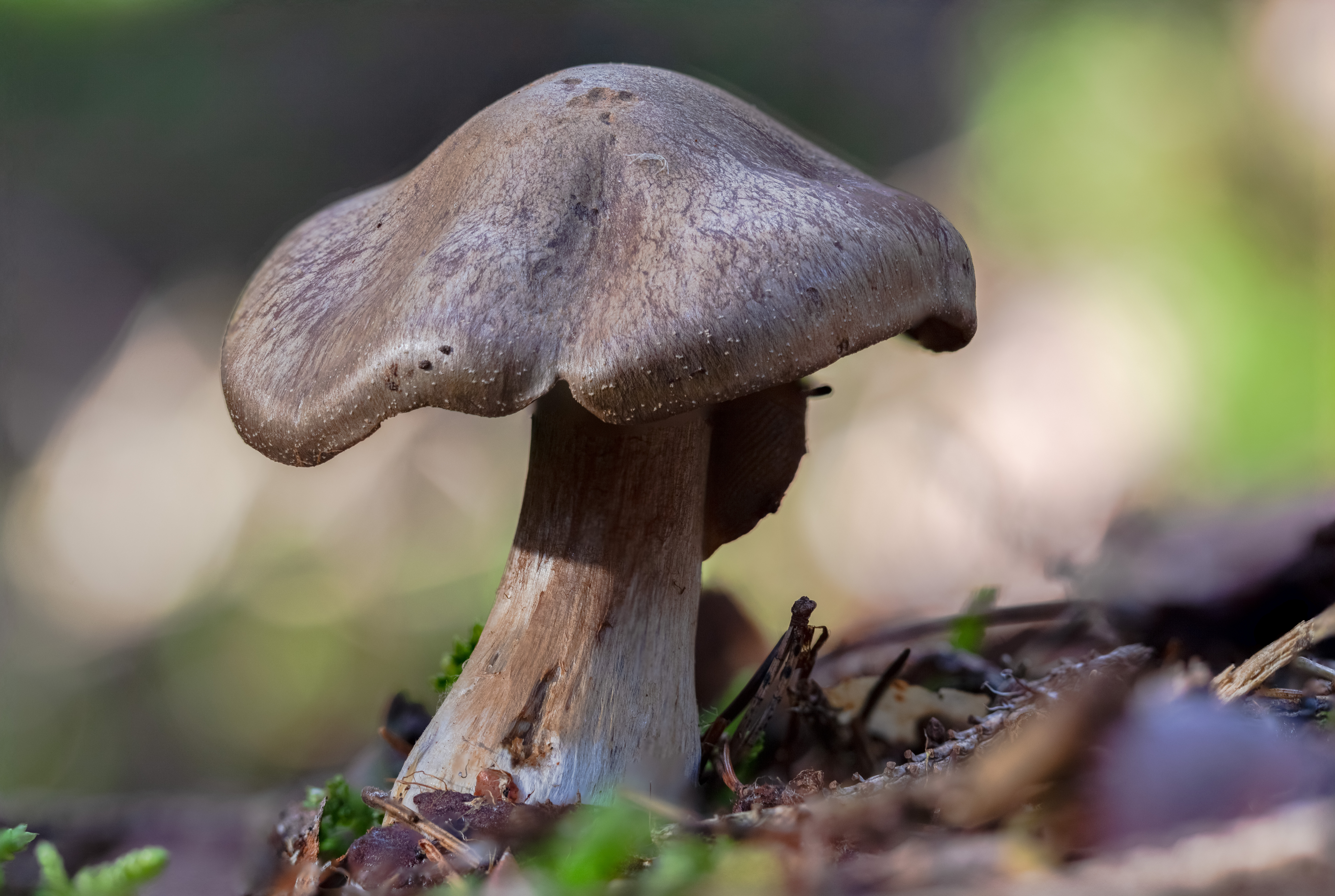
C. malachius mai închis

## Confuzii
Specia poate fi confundată de exemplu Cortinarius anomalus (comestibil, de valoare scăzută), Cortinarius argentatus (necomestibil miros de ridichi, are un bulb pronunțat la bază), Cortinarius argenteopileatus sin. Cortinarius subargentatus (necomestibil),Cortinarius caerulescens (necomestibil, miros neplăcut de  mucegai, gust blând),Cortinarius caesiocanescens (necomestibil), Cortinarius callochrous (necomestibil), Cortinarius camphoratus (necomestibil), Cortinarius cyanites (necomestibil, în tinerețe cu lamele albastru-violete, la bătrânețe brun-violete, miros dulcișor și gust amar), Cortinarius dionysae (necomestibil, miros extrem făinos, în special după tăiere, gust blând), Cortinarius glaucopus (comestibil), Cortinarius infractus (necomestibil, extrem de amar), Cortinarius insignibulbus (necomestibil), Cortinarius magicus (necomestibil, miros de pâine proaspătă, ceva mucegăit, gust puțin acru), Cortinarius quarciticus (necomestibil), Cortinarius rigens (necomestibil), Cortinarius sodagnitus (necomestibil, miros neînsemnat, gust acru, mai ales în cuticulă), Cortinarius spilomeus, (necomestibil)  sau Cortinarius torvus (necomestibil).

## Specii asemănătoare în imagini

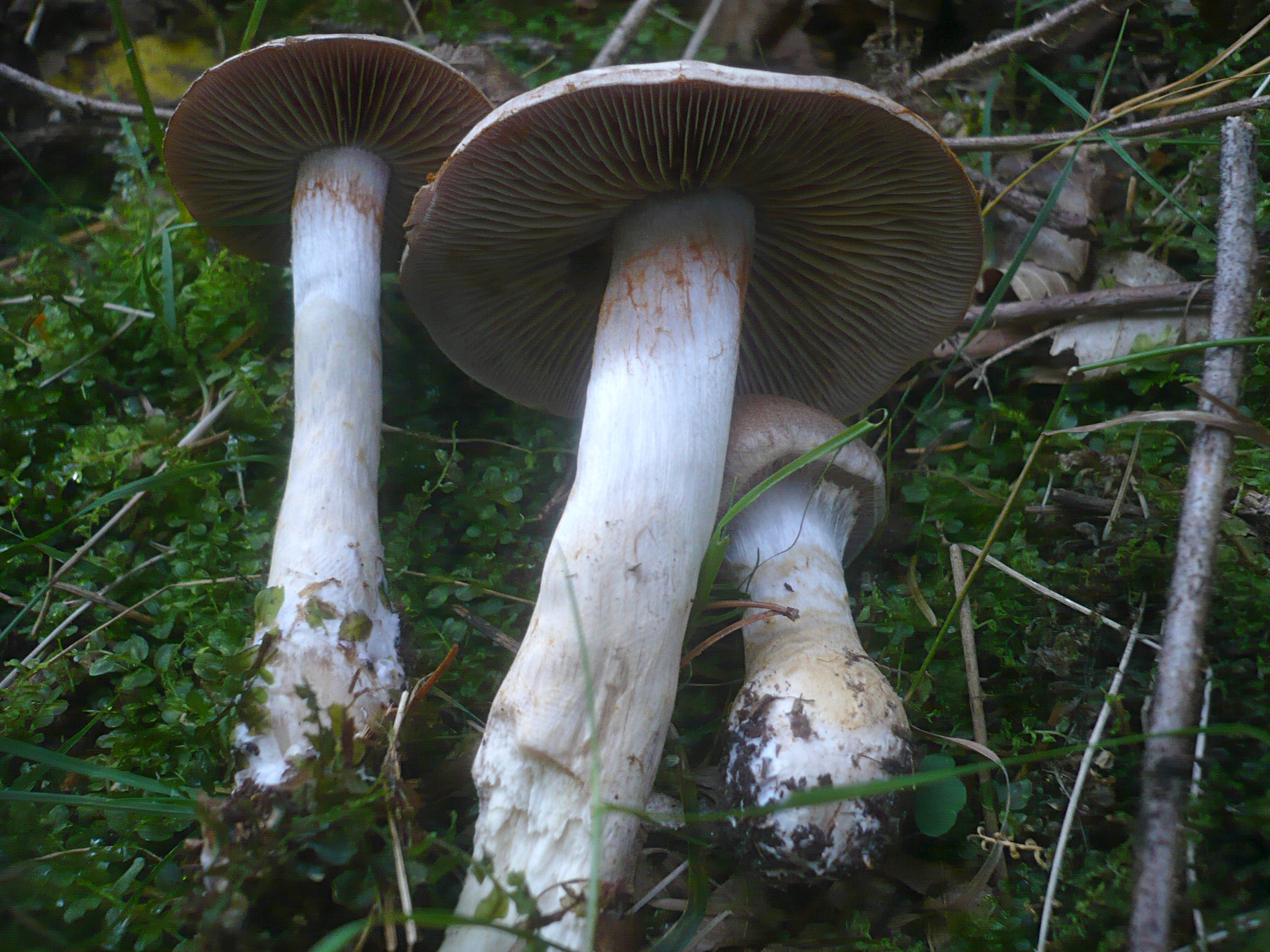
Cortinarius anomalus
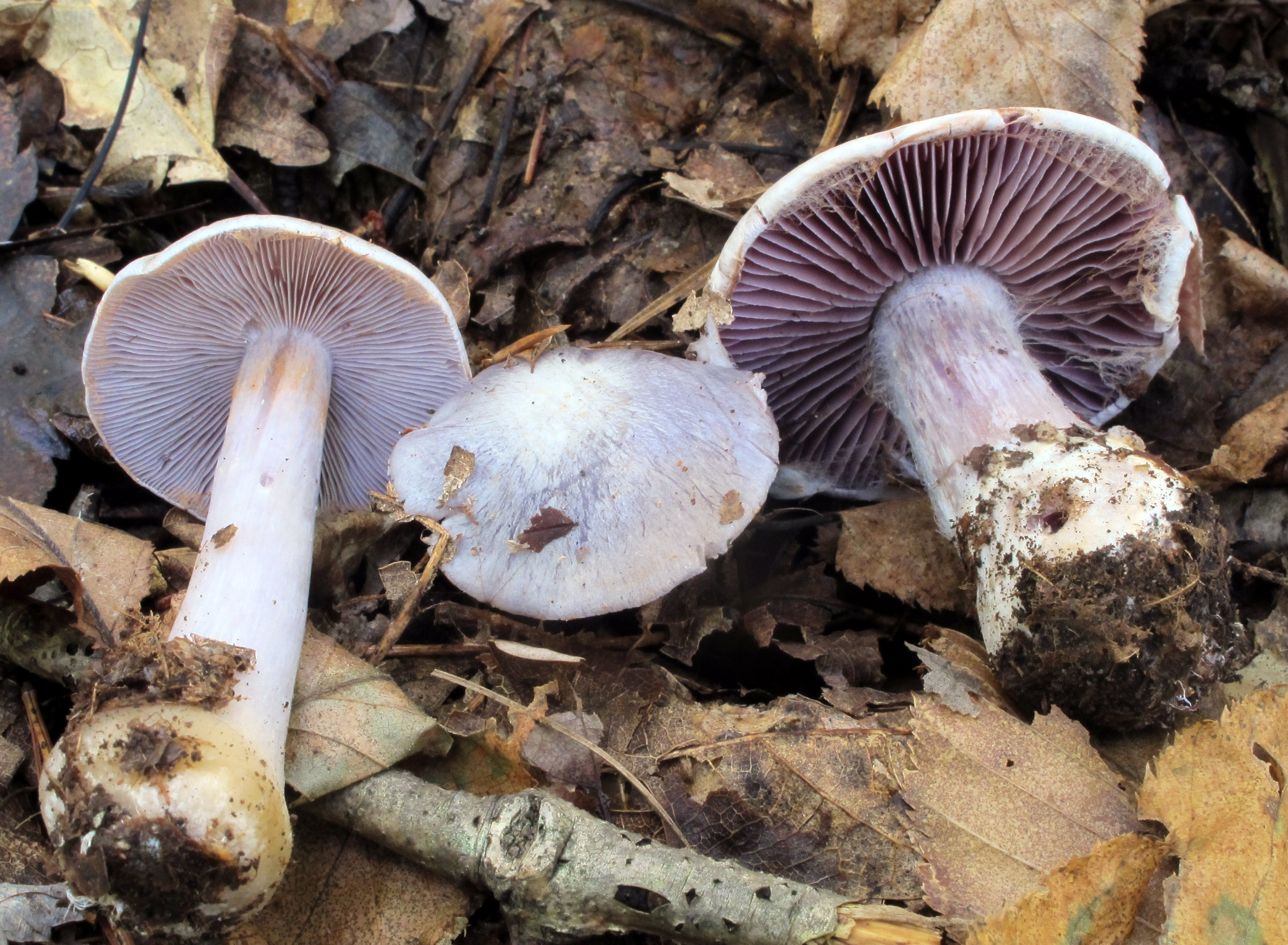
!Cortinarius argentatus!
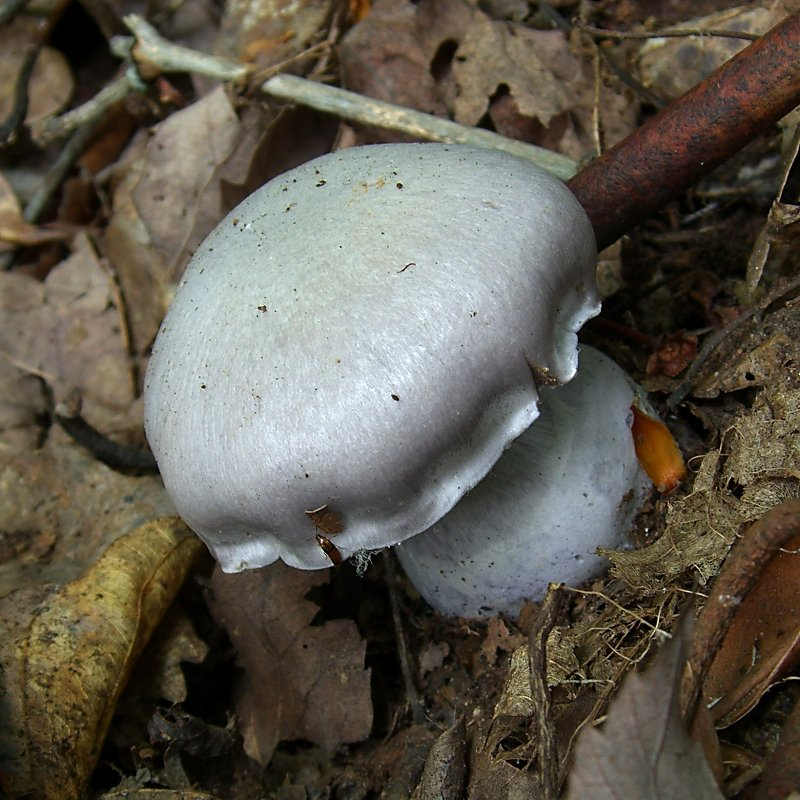
!Cortinarius argenteopileatus sin. Cortinarius subargentatus!
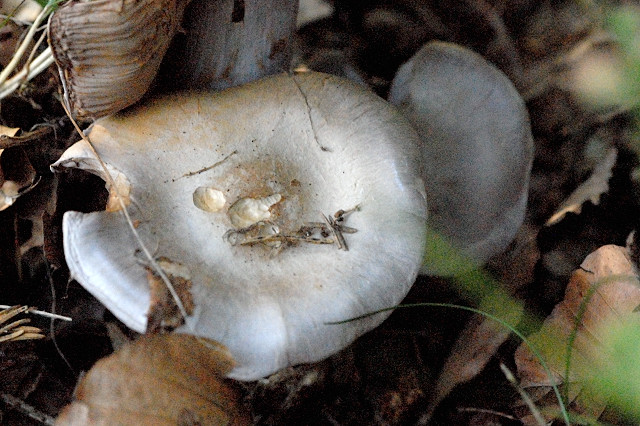
Cortinarius caerulescens!Cortinarius caerulescens!
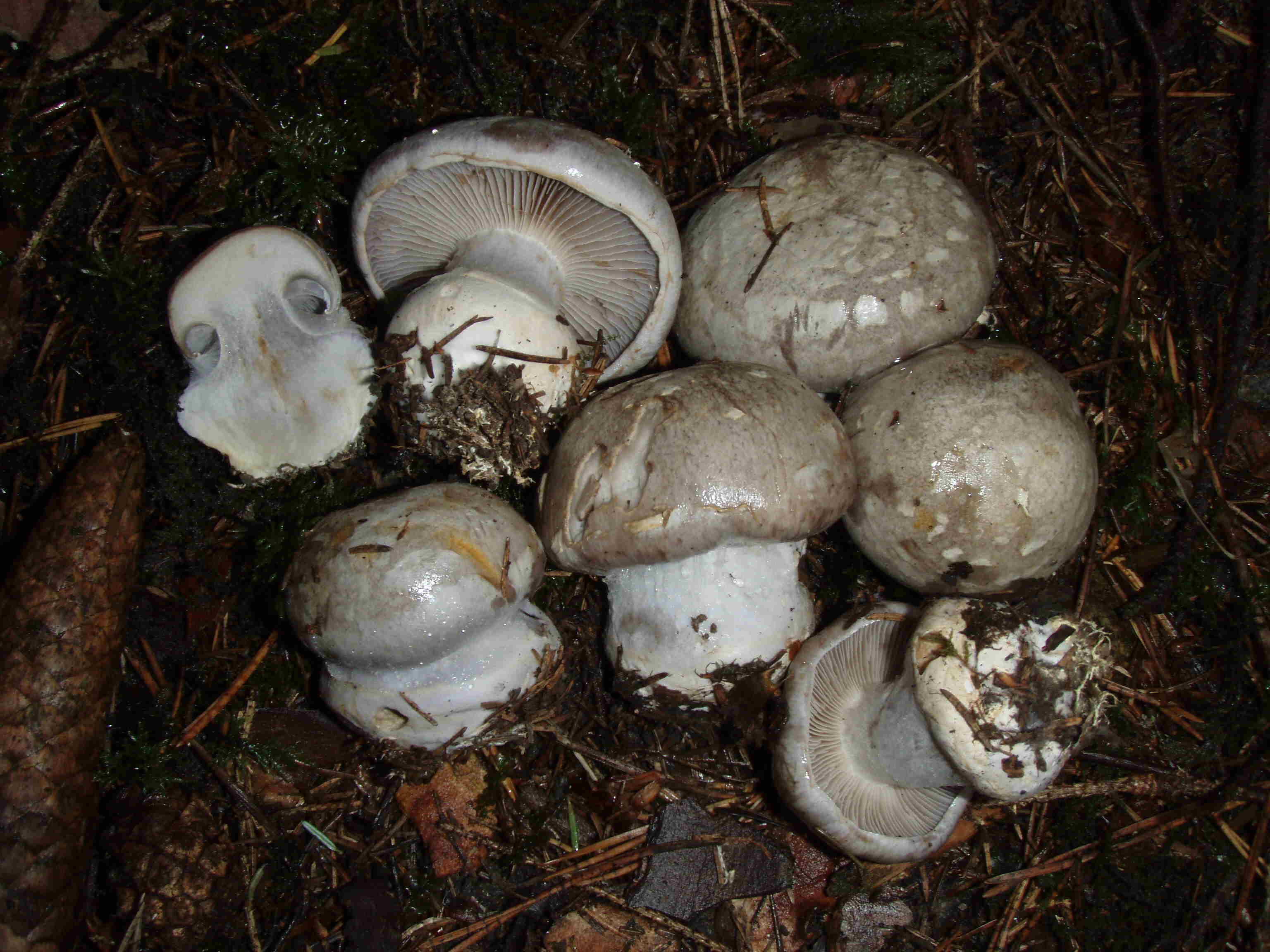
!Cortinarius caesiocanescens!
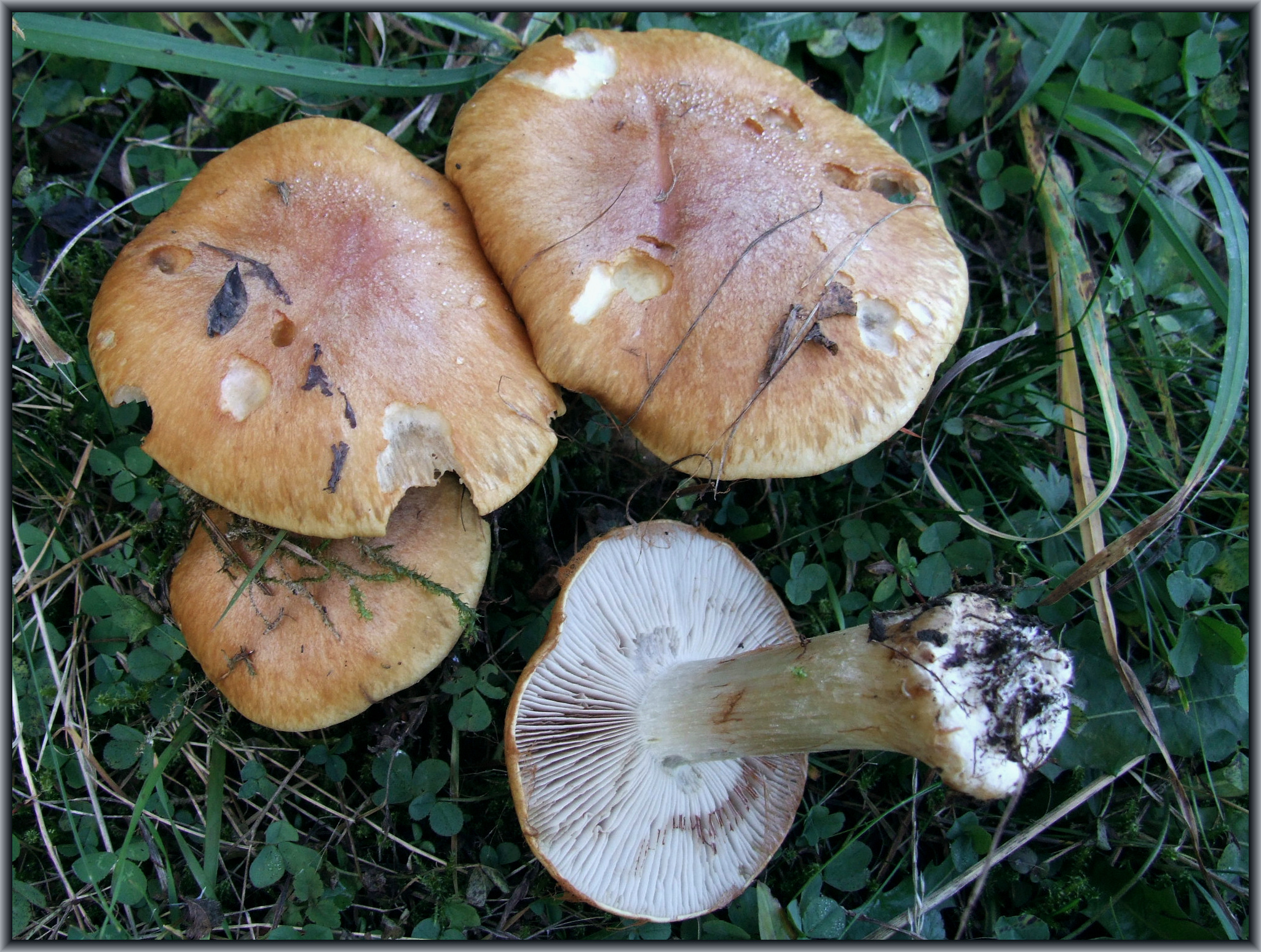
!Cortinarius callochrous!

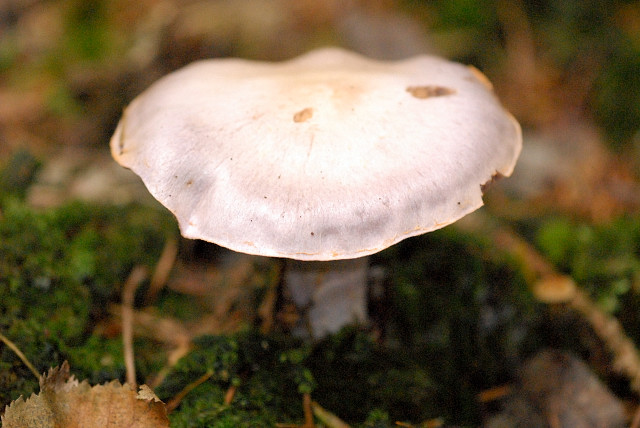
!Cortinarius camphoratus!
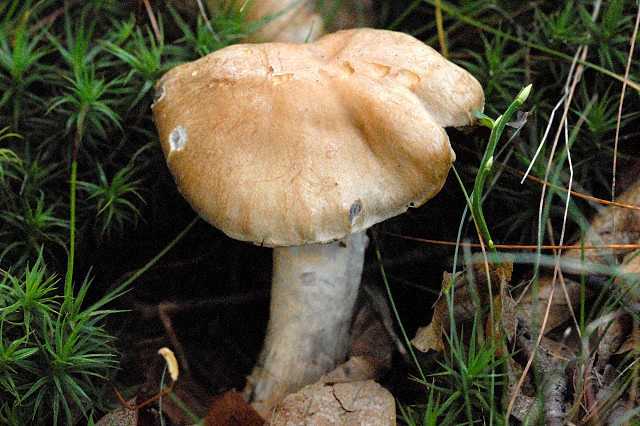
!Cortinarius cyanites!
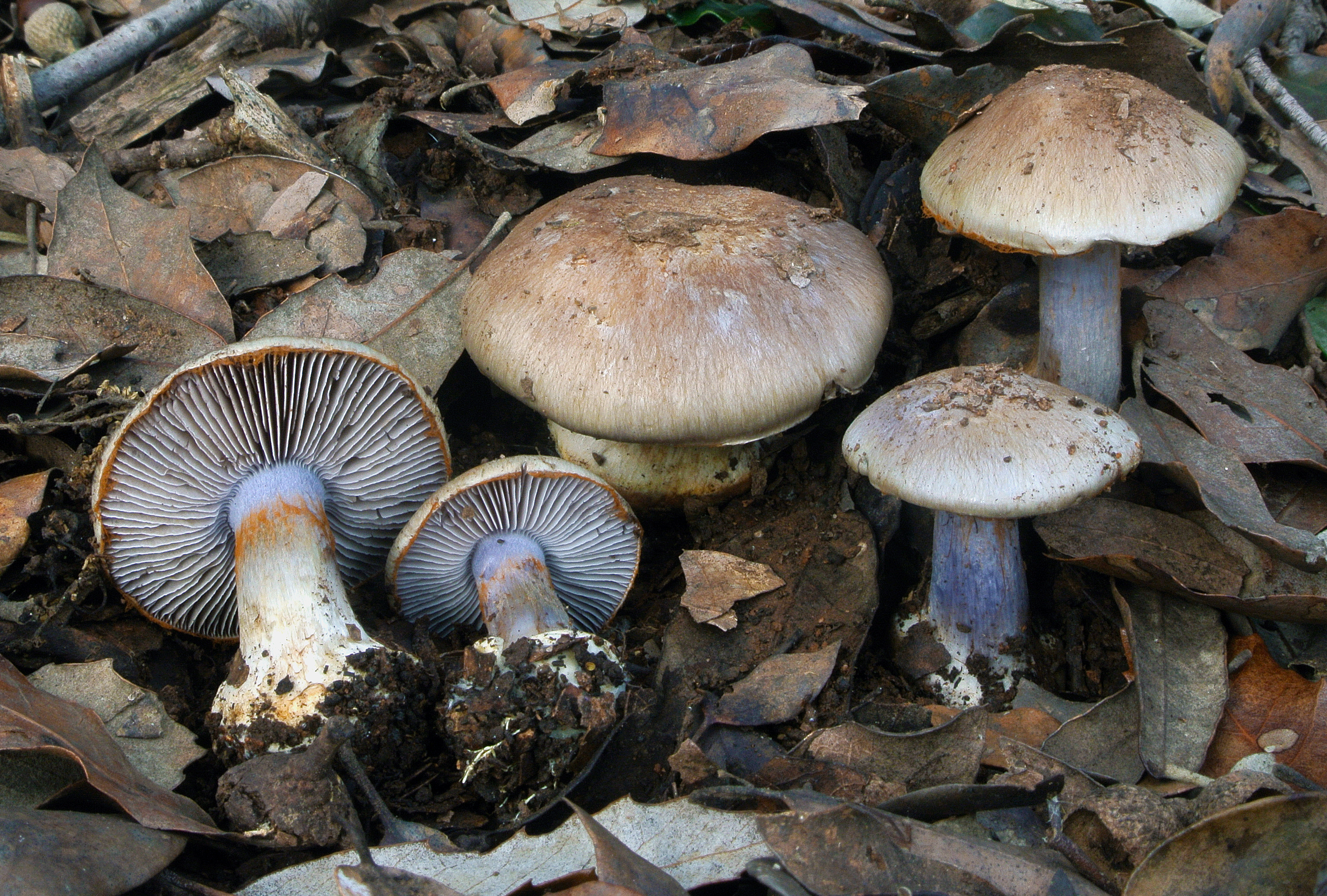
!Cortinarius dionysae!
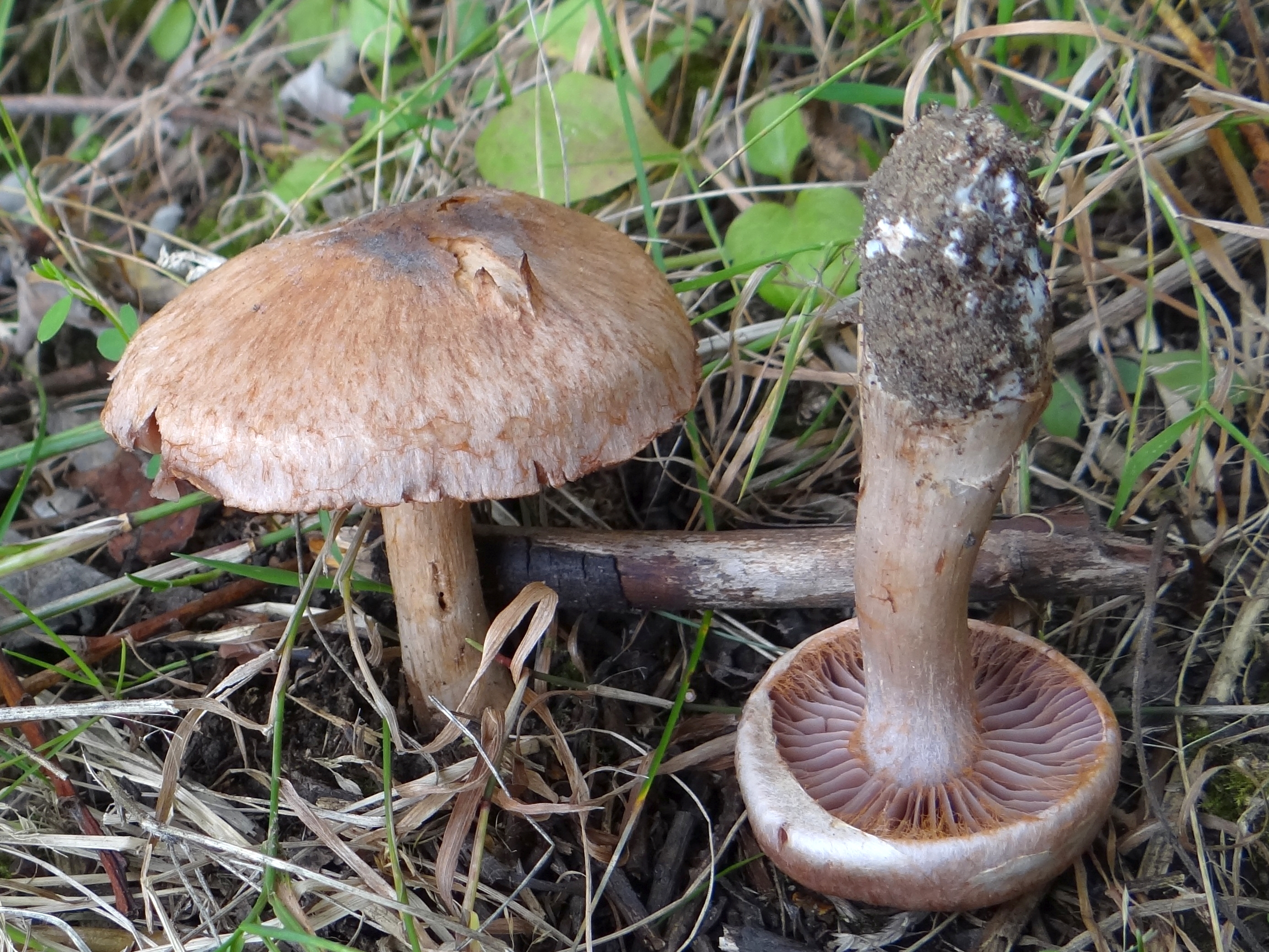
Cortinarius glaucopus
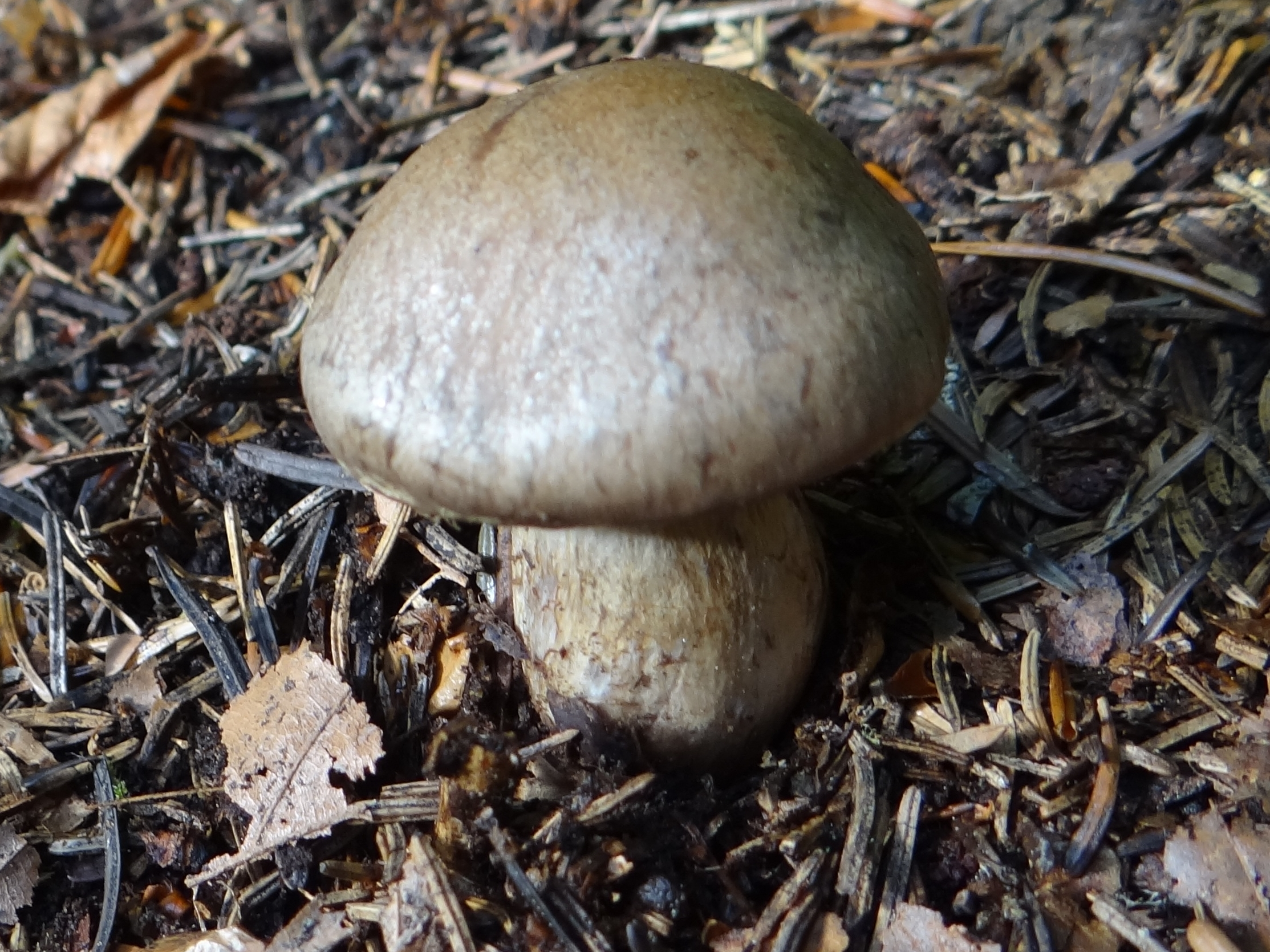
!Cortinarius infractus!
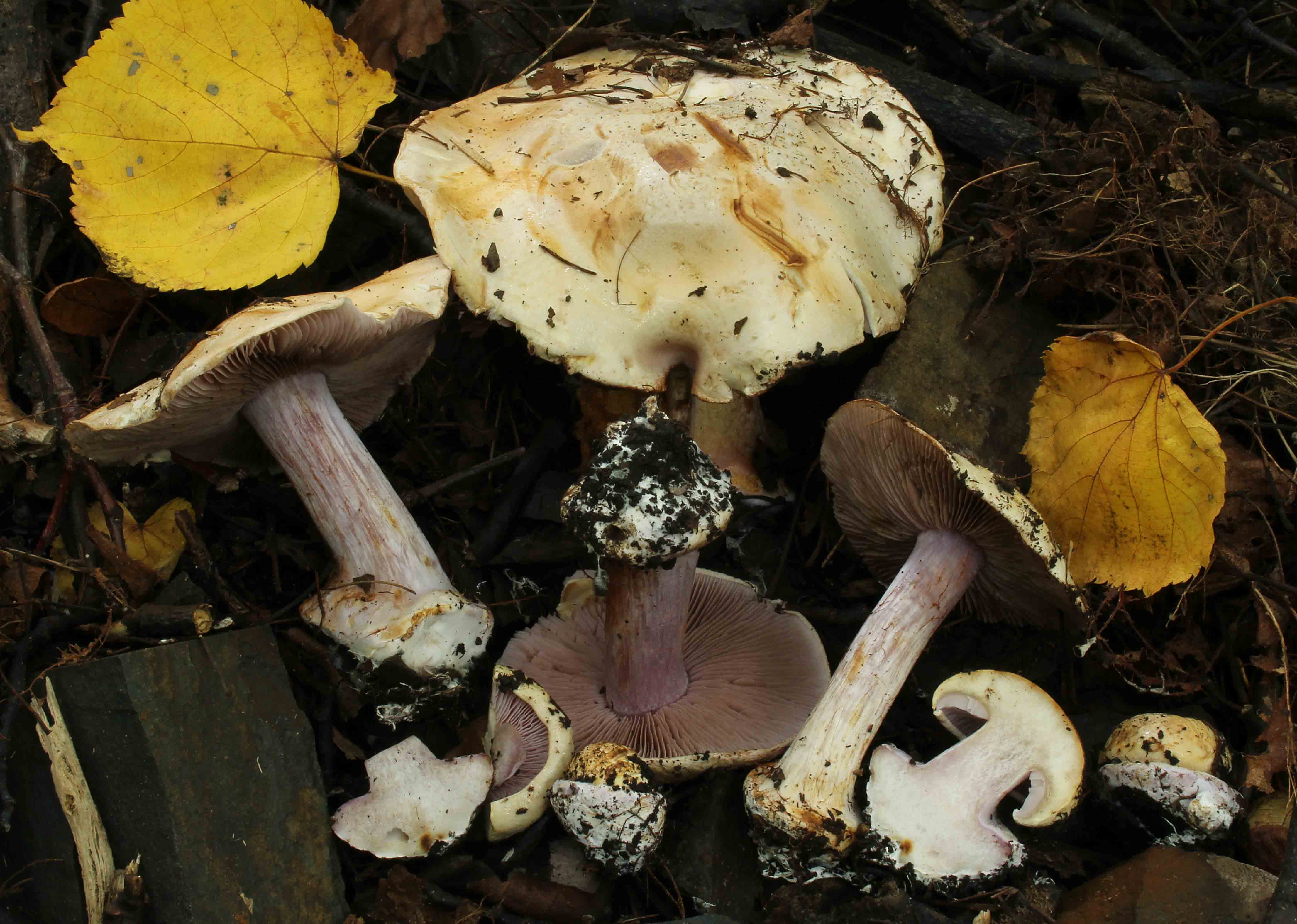
!Cortinarius insignibulbus!

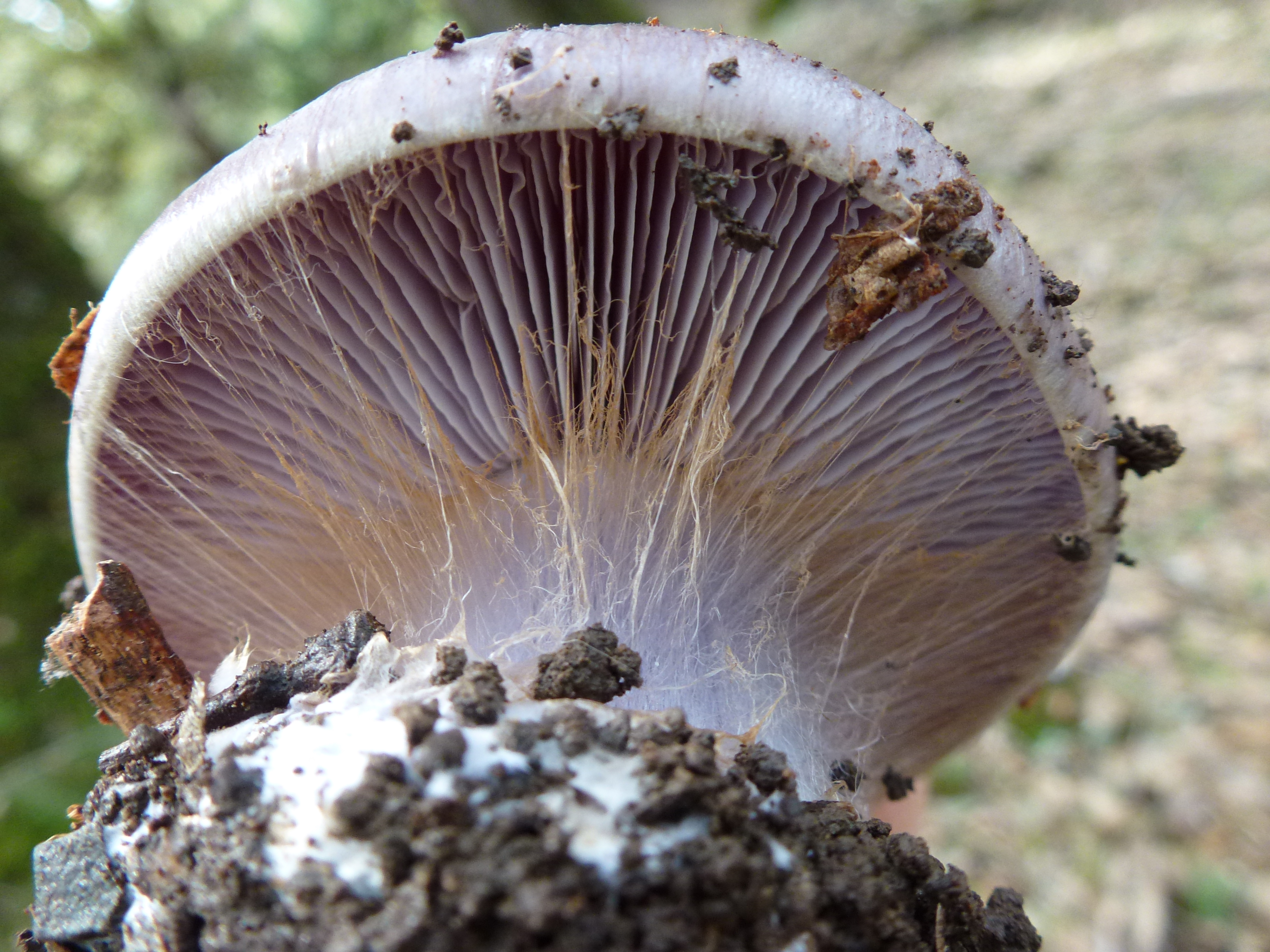
!Cortinarius magicus!
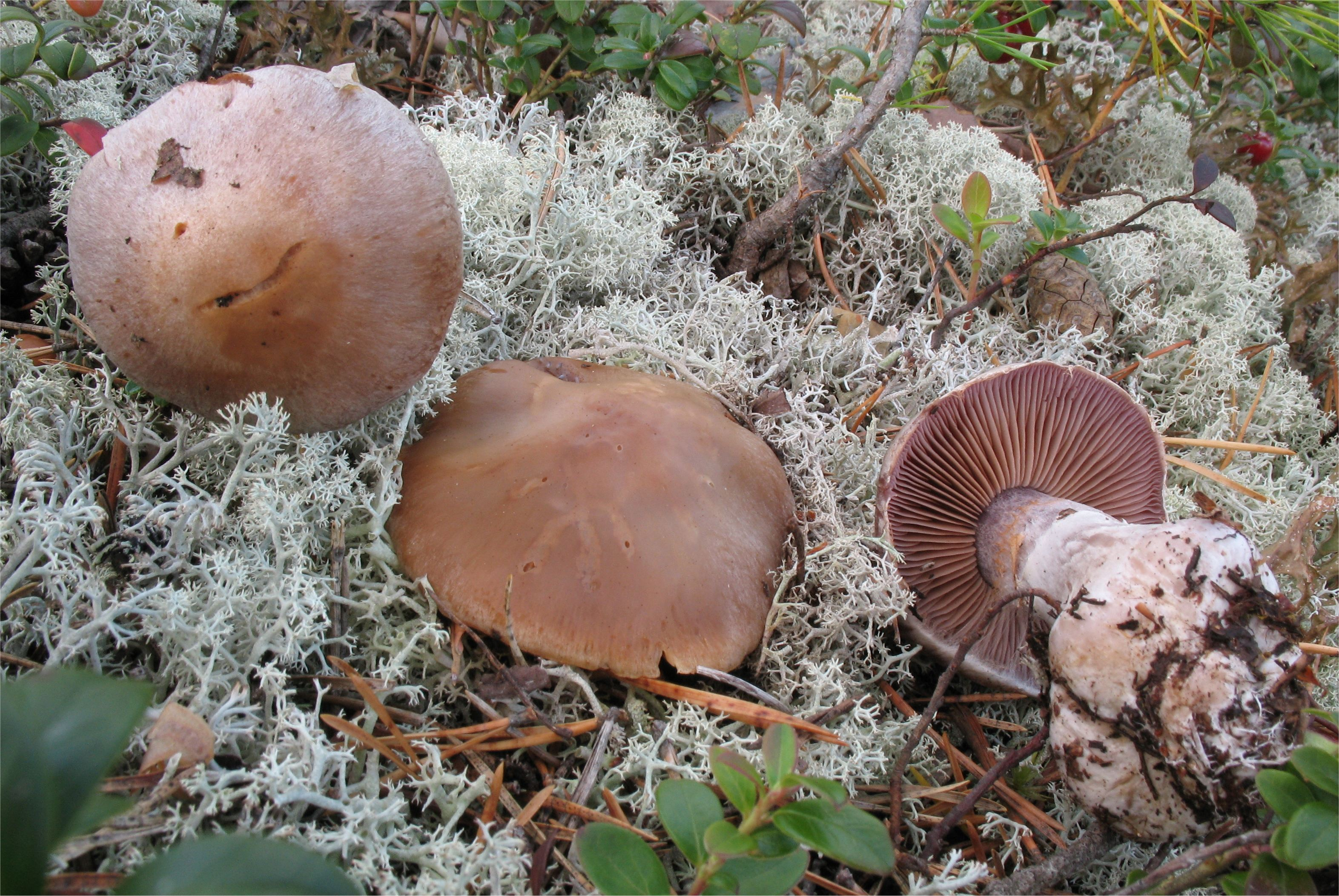
!Cortinarius quarciticus!
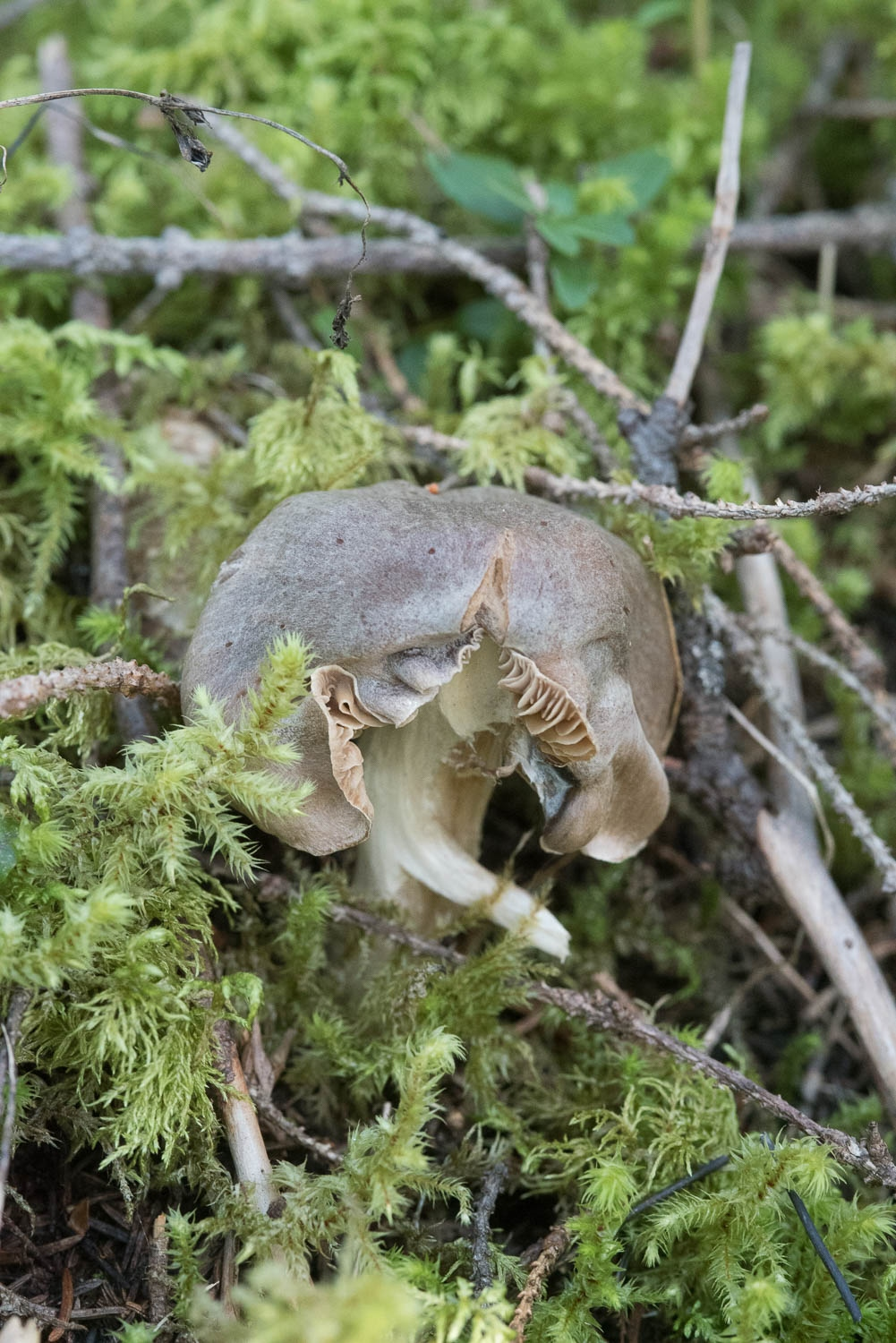
!Cortinarius rigens!
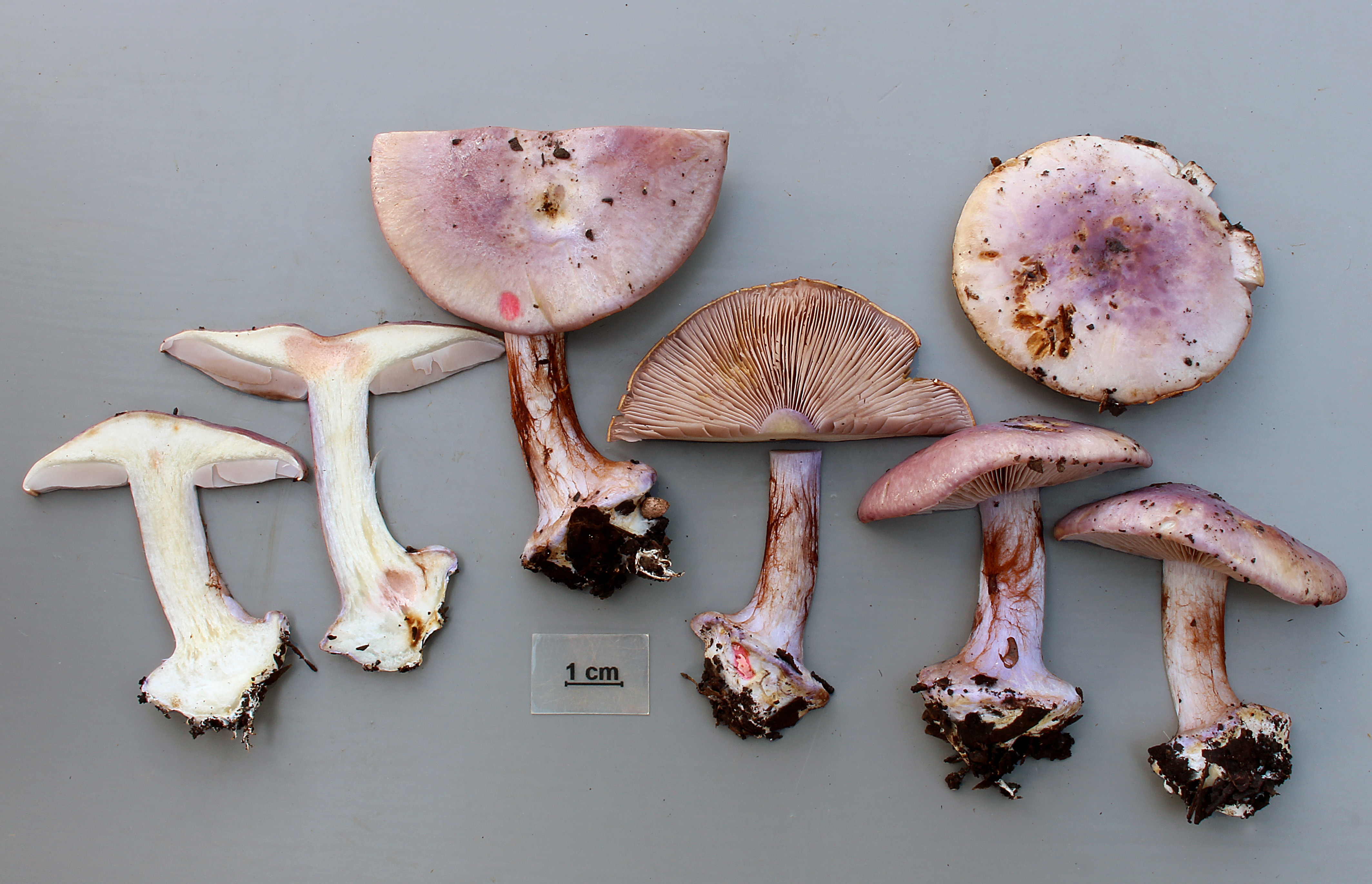
!Cortinarius sodagnitus!
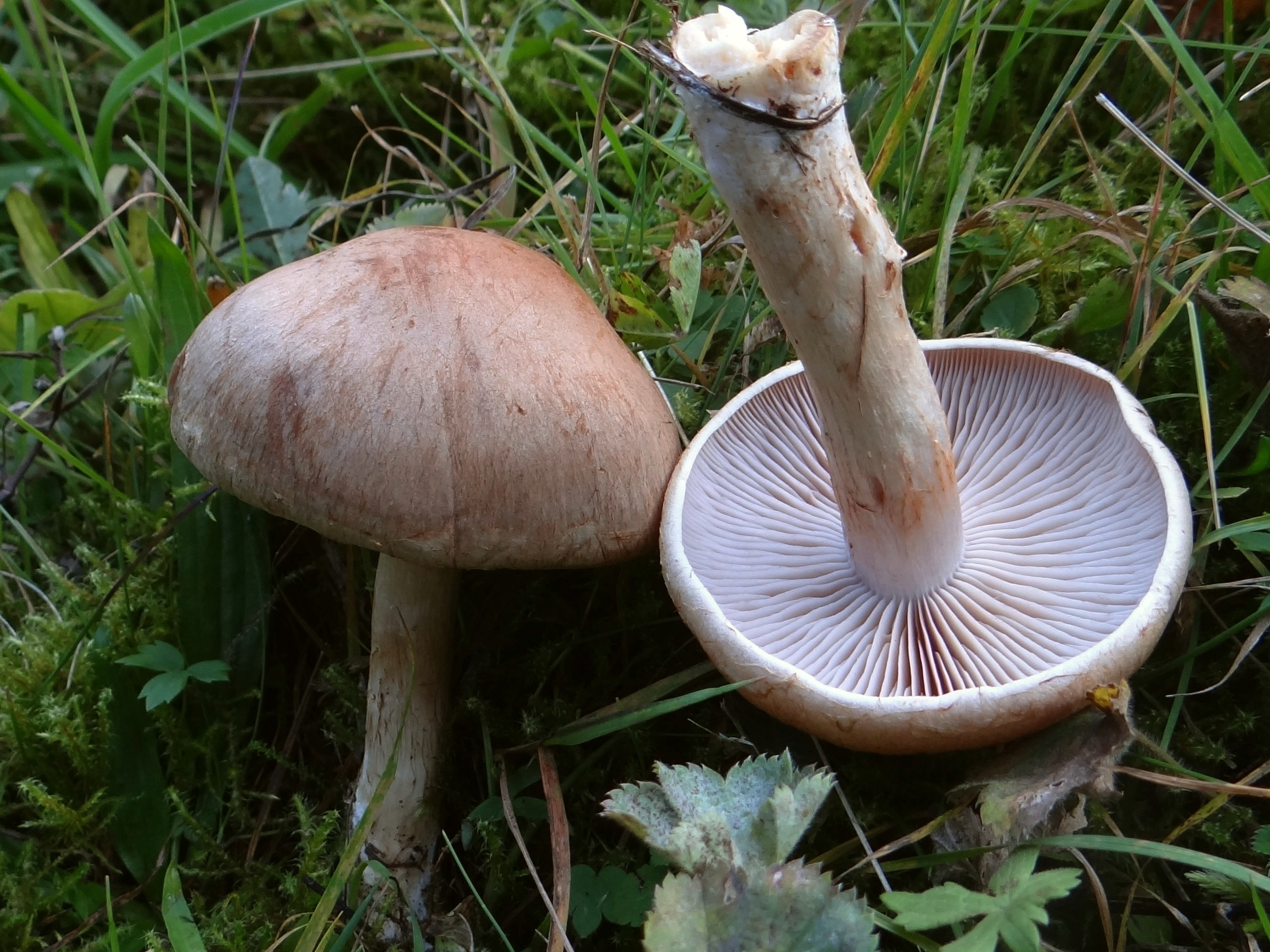
!Cortinarius spilomeus!
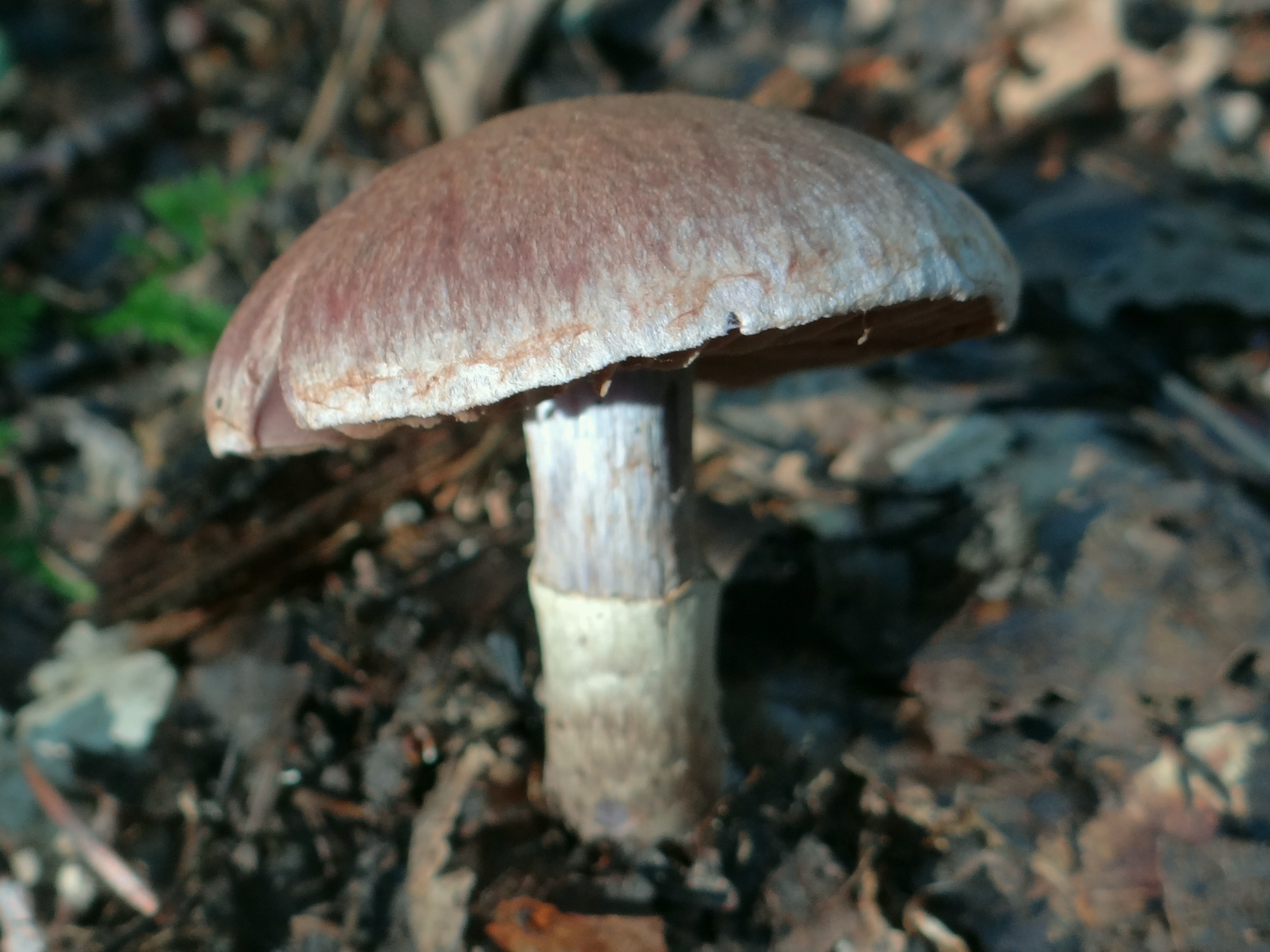
!Cortinarius torvus!

## Valorificare
Cortinarius malachius este necomestibil din cauza cărnii de calitate inferioară precum al mirosului și gustului nu prea plăcut.